# Lista över fornlämningar i Sölvesborgs kommun
Lista över fornlämningar i Sölvesborgs kommun är en förteckning av ett urval av de fornlämningar som finns i Sölvesborgs kommun.

## Gammalstorp
| Namn             | Lämningstyp                 | Tillkomsttid | Historisk indelning   | Plats | Läge                 | ID-nr          | Bild                                 |
| ---------------- | --------------------------- | ------------ | --------------------- | ----- | -------------------- | -------------- | ------------------------------------ |
| Gammalstorp 5:1  | Grav markerad av sten/block |              | Gammalstorp, Blekinge |       | 56.158832, 14.633761 | 10099400050001 | Ladda upp en bild av detta fornminne |
| Gammalstorp 18:1 | Stensättning                |              | Gammalstorp, Blekinge |       | 56.126583, 14.620741 | 10099400180001 | Ladda upp en bild av detta fornminne |
| Gammalstorp 18:2 | Stensättning                |              | Gammalstorp, Blekinge |       | 56.126539, 14.620824 | 10099400180002 | Ladda upp en bild av detta fornminne |
| Gammalstorp 18:3 | Stensättning                |              | Gammalstorp, Blekinge |       | 56.126493, 14.620868 | 10099400180003 | Ladda upp en bild av detta fornminne |
| Gammalstorp 18:4 | Stensättning                |              | Gammalstorp, Blekinge |       | 56.126285, 14.620909 | 10099400180004 | Ladda upp en bild av detta fornminne |
| Gammalstorp 20:1 | Stensättning                |              | Gammalstorp, Blekinge |       | 56.088233, 14.586657 | 10099400200001 | Ladda upp en bild av detta fornminne |
| Gammalstorp 20:2 | Stensättning                |              | Gammalstorp, Blekinge |       | 56.088401, 14.586477 | 10099400200002 | Ladda upp en bild av detta fornminne |
| Gammalstorp 30:1 | Stensättning                |              | Gammalstorp, Blekinge |       | 56.098317, 14.592519 | 10099400300001 | Ladda upp en bild av detta fornminne |
| Gammalstorp 33:1 | Stensättning                |              | Gammalstorp, Blekinge |       | 56.100450, 14.597690 | 10099400330001 | Ladda upp en bild av detta fornminne |
| Gammalstorp 44:1 | Stensättning                |              | Gammalstorp, Blekinge |       | 56.112463, 14.593533 | 10099400440001 | Ladda upp en bild av detta fornminne |
| Gammalstorp 55:1 | Röse                        |              | Gammalstorp, Blekinge |       | 56.123595, 14.585007 | 10099400550001 | Ladda upp en bild av detta fornminne |
| Gammalstorp 55:2 | Stensättning                |              | Gammalstorp, Blekinge |       | 56.123857, 14.585037 | 10099400550002 | Ladda upp en bild av detta fornminne |
| Gammalstorp 55:3 | Stensättning                |              | Gammalstorp, Blekinge |       | 56.123774, 14.585240 | 10099400550003 | Ladda upp en bild av detta fornminne |
| Gammalstorp 77:1 | Stensättning                |              | Gammalstorp, Blekinge |       | 56.172767, 14.594211 | 10099400770001 | Ladda upp en bild av detta fornminne |
| Gammalstorp 77:2 | Stensättning                |              | Gammalstorp, Blekinge |       | 56.172600, 14.594021 | 10099400770002 | Ladda upp en bild av detta fornminne |
| Gammalstorp 77:3 | Stenkrets                   |              | Gammalstorp, Blekinge |       | 56.172329, 14.594175 | 10099400770003 | Ladda upp en bild av detta fornminne |
| Gammalstorp 173  | Stensättning                |              | Gammalstorp, Blekinge |       | 56.146391, 14.657077 | 12000000118927 | Ladda upp en bild av detta fornminne |
| Gammalstorp 181  | Stensättning                |              | Gammalstorp, Blekinge |       | 56.146378, 14.657304 | 12000000118935 | Ladda upp en bild av detta fornminne |
| Gammalstorp 184  | Stensättning                |              | Gammalstorp, Blekinge |       | 56.146400, 14.657203 | 12000000118938 | Ladda upp en bild av detta fornminne |

## Mjällby
| Namn                                | Lämningstyp                 | Tillkomsttid | Historisk indelning | Plats | Läge                 | ID-nr          | Bild                                      |
| ----------------------------------- | --------------------------- | ------------ | ------------------- | ----- | -------------------- | -------------- | ----------------------------------------- |
| Skebbas rör (Mjällby 4:1)           | Gravfält                    |              | Mjällby, Blekinge   |       | 56.087587, 14.719831 | 10100600040001 | Ladda upp en bild av detta fornminne      |
| Mjällby 5:1                         | Stensättning                |              | Mjällby, Blekinge   |       | 56.085481, 14.718798 | 10100600050001 | Ladda upp en till bild av detta fornminne |
| Mjällby 5:2                         | Stensättning                |              | Mjällby, Blekinge   |       | 56.085369, 14.718697 | 10100600050002 | Ladda upp en bild av detta fornminne      |
| Mjällby 5:3                         | Stensättning                |              | Mjällby, Blekinge   |       | 56.085256, 14.718661 | 10100600050003 | Ladda upp en bild av detta fornminne      |
| Mjällby 6:1                         | Stensättning                |              | Mjällby, Blekinge   |       | 56.084960, 14.718490 | 10100600060001 | Ladda upp en bild av detta fornminne      |
| Mjällby 8:1                         | Stensättning                |              | Mjällby, Blekinge   |       | 56.084155, 14.720178 | 10100600080001 | Ladda upp en bild av detta fornminne      |
| Mjällby 8:2                         | Stensättning                |              | Mjällby, Blekinge   |       | 56.084368, 14.720187 | 10100600080002 | Ladda upp en bild av detta fornminne      |
| Engelska kyrkogården (Mjällby 18:1) | Begravningsplats            |              | Mjällby, Blekinge   |       | 56.016592, 14.838445 | 10100600180001 | Ladda upp en bild av detta fornminne      |
| Mjällby 20:1                        | Fiskeläge                   |              | Mjällby, Blekinge   |       | 56.003121, 14.839383 | 10100600200001 | Ladda upp en bild av detta fornminne      |
| Mjällby 21:1                        | Fiskeläge                   |              | Mjällby, Blekinge   |       | 56.005656, 14.838084 | 10100600210001 | Ladda upp en bild av detta fornminne      |
| Mjällby 24:1                        | Stensättning                |              | Mjällby, Blekinge   |       | 56.055071, 14.750208 | 10100600240001 | Ladda upp en bild av detta fornminne      |
| Mjällby 24:2                        | Stensättning                |              | Mjällby, Blekinge   |       | 56.055185, 14.750162 | 10100600240002 | Ladda upp en bild av detta fornminne      |
| Stiby Sissa (Mjällby 27:1)          | Hög                         |              | Mjällby, Blekinge   |       | 56.019392, 14.678515 | 10100600270001 | Ladda upp en bild av detta fornminne      |
| Högarör (Mjällby 29:1)              | Röse                        |              | Mjällby, Blekinge   |       | 56.034043, 14.627612 | 10100600290001 | Ladda upp en bild av detta fornminne      |
| Mjällby 30:1                        | Stensättning                |              | Mjällby, Blekinge   |       | 56.024167, 14.631615 | 10100600300001 | Ladda upp en bild av detta fornminne      |
| Mjällby 31:1                        | Grav markerad av sten/block |              | Mjällby, Blekinge   |       | 56.023472, 14.631203 | 10100600310001 | Ladda upp en bild av detta fornminne      |
| Mjällby 33:1                        | Grav markerad av sten/block |              | Mjällby, Blekinge   |       | 56.070127, 14.696917 | 10100600330001 | Ladda upp en bild av detta fornminne      |
| Mjällby 43:1                        | Stensättning                |              | Mjällby, Blekinge   |       | 56.033196, 14.769156 | 10100600430001 | Ladda upp en bild av detta fornminne      |
| Mjällby 43:2                        | Stensättning                |              | Mjällby, Blekinge   |       | 56.033137, 14.769311 | 10100600430002 | Ladda upp en bild av detta fornminne      |
| Mjällby 44:1                        | Stensättning                |              | Mjällby, Blekinge   |       | 56.030619, 14.743806 | 10100600440001 | Ladda upp en bild av detta fornminne      |
| Mjällby 45:1                        | Hällristning                |              | Mjällby, Blekinge   |       | 56.032353, 14.740844 | 10100600450001 | Ladda upp en bild av detta fornminne      |
| Mjällby 47:1                        | Hällristning                |              | Mjällby, Blekinge   |       | 56.022492, 14.725307 | 10100600470001 | Ladda upp en bild av detta fornminne      |
| Mjällby 48:1                        | Gravfält                    |              | Mjällby, Blekinge   |       | 56.021553, 14.691119 | 10100600480001 | Ladda upp en bild av detta fornminne      |
| Mjällby 49:1                        | Begravningsplats            |              | Mjällby, Blekinge   |       | 56.017172, 14.689638 | 10100600490001 | Ladda upp en bild av detta fornminne      |
| Mjällby 50:1                        | Begravningsplats            |              | Mjällby, Blekinge   |       | 56.019231, 14.647967 | 10100600500001 | Ladda upp en bild av detta fornminne      |
| Mjällby 77:1                        | Röse                        |              | Mjällby, Blekinge   |       | 55.995540, 14.668606 | 10100600770001 | Ladda upp en bild av detta fornminne      |
| Mjällby 77:2                        | Stensättning                |              | Mjällby, Blekinge   |       | 55.995703, 14.668596 | 10100600770002 | Ladda upp en bild av detta fornminne      |
| Mjällby 78:1                        | Gravfält                    |              | Mjällby, Blekinge   |       | 55.991795, 14.667191 | 10100600780001 | Ladda upp en bild av detta fornminne      |
| Mjällby 92                          | Grav- och boplatsområde     |              | Mjällby, Blekinge   |       | 56.019787, 14.657662 | 12000000036875 | Ladda upp en bild av detta fornminne      |
| Mjällby 131                         | Stensättning                |              | Mjällby, Blekinge   |       | 56.085643, 14.718007 | 12000000135806 | Ladda upp en bild av detta fornminne      |
| Mjällby 132                         | Hällristning                |              | Mjällby, Blekinge   |       | 56.022564, 14.725097 | 12000000135811 | Ladda upp en bild av detta fornminne      |
| Mjällby 133                         | Hällristning                |              | Mjällby, Blekinge   |       | 56.022910, 14.725347 | 12000000135813 | Ladda upp en bild av detta fornminne      |

## Sölvesborg
| Namn                                         | Lämningstyp                 | Tillkomsttid | Historisk indelning  | Plats | Läge                 | ID-nr          | Bild                                      |
| -------------------------------------------- | --------------------------- | ------------ | -------------------- | ----- | -------------------- | -------------- | ----------------------------------------- |
| Sölvesborg 1:1                               | Stensättning                |              | Sölvesborg, Blekinge |       | 56.060446, 14.567321 | 10101500010001 | Ladda upp en bild av detta fornminne      |
| Sölvesborg 2:1                               | Stensättning                |              | Sölvesborg, Blekinge |       | 56.060277, 14.569638 | 10101500020001 | Ladda upp en bild av detta fornminne      |
| Sölvesborg 3:1                               | Stensättning                |              | Sölvesborg, Blekinge |       | 56.071686, 14.564278 | 10101500030001 | Ladda upp en bild av detta fornminne      |
| Sölvesborg 4:1                               | Hällristning                |              | Sölvesborg, Blekinge |       | 56.070754, 14.574111 | 10101500040001 | Ladda upp en bild av detta fornminne      |
| Sölvesborg 6:1                               | Grav markerad av sten/block |              | Sölvesborg, Blekinge |       | 56.077744, 14.623808 | 10101500060001 | Ladda upp en bild av detta fornminne      |
| Sölvesborgs slott (Sölvesborg 17:1)          | Slott/herresäte             |              | Sölvesborg, Blekinge |       | 56.056052, 14.594323 | 10101500170001 | Ladda upp en till bild av detta fornminne |
| Sölvesborgsstenen / DR 356 (Sölvesborg 18:1) | Runristning                 |              | Sölvesborg, Blekinge |       | 56.053189, 14.584440 | 10101500180001 | Ladda upp en till bild av detta fornminne |
| Stentoftenstenen / DR 357 (Sölvesborg 18:2)  | Runristning                 |              | Sölvesborg, Blekinge |       | 56.053250, 14.584568 | 10101500180002 | Ladda upp en till bild av detta fornminne |
| Sölvesborg 28:1                              | Stensättning                |              | Sölvesborg, Blekinge |       | 56.016519, 14.553581 | 10101500280001 | Ladda upp en bild av detta fornminne      |
| Sölvesborg 29:1                              | Stensättning                |              | Sölvesborg, Blekinge |       | 56.019478, 14.554232 | 10101500290001 | Ladda upp en bild av detta fornminne      |
| Sölvesborg 30:1                              | Röse                        |              | Sölvesborg, Blekinge |       | 56.030306, 14.549480 | 10101500300001 | Ladda upp en bild av detta fornminne      |
| Sölvesborg 31:1                              | Stensättning                |              | Sölvesborg, Blekinge |       | 56.042988, 14.549606 | 10101500310001 | Ladda upp en bild av detta fornminne      |
| Sölvesborg 32:1                              | Fästning/skans              |              | Sölvesborg, Blekinge |       | 56.050234, 14.593591 | 10101500320001 | Ladda upp en bild av detta fornminne      |
| Sölvesborg 46:1                              | Stensättning                |              | Sölvesborg, Blekinge |       | 56.050372, 14.557654 | 10101500460001 | Ladda upp en bild av detta fornminne      |
| Sölvesborg 53:1                              | Stensättning                |              | Sölvesborg, Blekinge |       | 56.066057, 14.588396 | 10101500530001 | Ladda upp en bild av detta fornminne      |
| Sölvesborg 53:2                              | Stensättning                |              | Sölvesborg, Blekinge |       | 56.066070, 14.588649 | 10101500530002 | Ladda upp en bild av detta fornminne      |
| Sölvesborg 53:3                              | Stensättning                |              | Sölvesborg, Blekinge |       | 56.066265, 14.588384 | 10101500530003 | Ladda upp en bild av detta fornminne      |
| Sölvesborg 54:1                              | Hög                         |              | Sölvesborg, Blekinge |       | 56.069059, 14.591532 | 10101500540001 | Ladda upp en bild av detta fornminne      |
| Sölvesborg 62:1                              | Röse                        |              | Sölvesborg, Blekinge |       | 56.079363, 14.582192 | 10101500620001 | Ladda upp en bild av detta fornminne      |
| Sölvesborg 72                                | Grav- och boplatsområde     |              | Sölvesborg, Blekinge |       | 56.048616, 14.605104 | 12000000042426 | Ladda upp en bild av detta fornminne      |

## Ysane
| Namn                              | Lämningstyp      | Tillkomsttid | Historisk indelning | Plats | Läge                 | ID-nr          | Bild                                 |
| --------------------------------- | ---------------- | ------------ | ------------------- | ----- | -------------------- | -------------- | ------------------------------------ |
| Ysane 2:1                         | Hög              |              | Ysane, Blekinge     |       | 56.105141, 14.670872 | 10101900020001 | Ladda upp en bild av detta fornminne |
| Ysane 2:2                         | Hög              |              | Ysane, Blekinge     |       | 56.104850, 14.670669 | 10101900020002 | Ladda upp en bild av detta fornminne |
| Ysane 2:3                         | Hög              |              | Ysane, Blekinge     |       | 56.105413, 14.671047 | 10101900020003 | Ladda upp en bild av detta fornminne |
| Ysane 4:1                         | Hög              |              | Ysane, Blekinge     |       | 56.102381, 14.670567 | 10101900040001 | Ladda upp en bild av detta fornminne |
| Björnkullen (Ysane 7:1)           | Hög              |              | Ysane, Blekinge     |       | 56.115883, 14.672449 | 10101900070001 | Ladda upp en bild av detta fornminne |
| Ringkullen (Ysane 8:1)            | Hög              |              | Ysane, Blekinge     |       | 56.114916, 14.673320 | 10101900080001 | Ladda upp en bild av detta fornminne |
| Signills bur (Ysane 11:1)         | Hög              |              | Ysane, Blekinge     |       | 56.094083, 14.652606 | 10101900110001 | Ladda upp en bild av detta fornminne |
| Ysane 12:1                        | Hög              |              | Ysane, Blekinge     |       | 56.093315, 14.652586 | 10101900120001 | Ladda upp en bild av detta fornminne |
| Ysane 12:2                        | Hög              |              | Ysane, Blekinge     |       | 56.093476, 14.652700 | 10101900120002 | Ladda upp en bild av detta fornminne |
| Klockskogs kyrkogård (Ysane 17:1) | Begravningsplats |              | Ysane, Blekinge     |       | 56.072525, 14.673364 | 10101900170001 | Ladda upp en bild av detta fornminne |
| Ysane 49                          | Gravfält         |              | Ysane, Blekinge     |       | 56.141758, 14.662178 | 12000000110320 | Ladda upp en bild av detta fornminne |
| Ysane 89                          | Hällristning     |              | Ysane, Blekinge     |       | 56.139810, 14.663595 | 12000000135807 | Ladda upp en bild av detta fornminne |
| Ysane 90                          | Hällristning     |              | Ysane, Blekinge     |       | 56.140062, 14.662432 | 12000000135809 | Ladda upp en bild av detta fornminne |